# Diana Barrymore
Diana Blanche Barrymore Blythe, född 3 mars 1921, död 25 januari 1960, var en amerikansk skådespelerska. 
Barrymore var dotter till skådespelaren John Barrymore och hans andra hustru, poeten Blanche Oelrichs (även känd under pseudonymen Michael Strange). Efter föräldrarnas skilsmässa blev hon styvdotter till Dolores Costello. Hon var även halvsyster till John Drew Barrymore. Hon hade inte mycket kontakt med sina föräldrar utan tillbringade en stor del av sin uppväxt på internatskolor. 
Hon debuterade på Broadway vid 19 års ålder. Hon skrev sedan kontrakt med Universal Studios som försökte lansera henne som filmstjärna. Till sin fördel hade hon det berömda namnet Barrymore, men hennes problem med alkohol och droger ledde till negativ publicitet och hennes filmkarriär blev kortlivad med sex filmroller under ett par års tid. Hon arbetade sedan sporadiskt som teaterskådespelare, bland annat en tid i Australien. Hennes liv kom dock till stor del att präglas av alkoholism, tre misslyckade äktenskap och ekonomiska problem. 1957 publicerade Barrymore sin självbiografi, Too Much, Too Soon, som året efter filmatiserades (svensk titel: Spel i blindo) med Dorothy Malone i rollen som Barrymore och Errol Flynn som hennes far. 
Barrymore avled den 25 januari 1960 av en överdos alkohol och sömntabletter. Hon blev 38 år.